# Acoraceae
Acoraceae су једна од филогенетски најпримитивнијих фамилија монокотиледоних скривеносеменица. Обухвата само један род - шаш (Acorus) са неколико врста од којих је најпознатија Acorus calamus.
Фамилија је име добила још 1820. године, али је у каснијим класификационим системима род Acorus сврставан у фамилију козлаца (Araceae). Тек крајем 20. века, а на основу података молекуларне систематике, поново се за овај род успостављају посебна фамилија и посебан ред.

## Карактеристике шашева
Фамилију карактеришу цваст клип са латералном листоликом спатом, у коме се налазе ситни цветови, пентациклични, слабо зигоморфни. Ћелије тапетума су двоједарне до четвороједарне, карпеле су асцидијатне-пликатне, синкарпија је конгентијална. Плацентација апикална. Овуле су атропне, постоји неколико у свакој карпели, обавијене слузи коју луче интраоваријалне трихоме. Ендосперм је веома развијен, постоји и перисперм (изведен из нуцеларног епидермиса). Поленов омотач је без ектегзине, а ендегзина је ламелатна. Плод је бобица.
Листови су двореди, изофацијални, слаткасто мирисни, у лисној дршци постоје два одвојена проводна цилиндра. 
Основни број хромозома у фамилији је x=9, 11 и 12.

## Ареал фамилије
Фамилија шашева је присутна у два биогеографска царства - холарктичком и индомалајском, са ареалом који се простире од западних делова Северне Америке до индонезијских острва.

## Галерија представника фамилије
-Acorus calamus у Француској
- цваст клип са ситним цветовима
- семена врсте